# Don Preston
Donald Ward "Don" Preston, (21 de septiembre de 1932) también conocido como Dom DeWilde o Biff Debrie, es un músico estadounidense de jazz y rock.

## Biografía
Preston nació en una familia de músicos en Detroit y empezó estudiar música en una edad temprana. Su padre tocaba la trompeta y el saxofón, y fue primer trompeta en la Tommy Dorsey Orchestra.  Al trasladarse con su familia a Detroit, el padre de Don arreglista para NBC, y compositor residente de la Orquesta Sinfónica de Detroit.  Don tomó lecciones esporádicas de piano desde la edad de aproximada de cinco años.
En 1950 Preston estuvo una temporada en el Ejército, sirviendo en Trieste, Italia y tocó en la banda militar (inicialmente piano, bombo y glockenspiel) junto a Herbie Mann. En Trieste  compartió barracón con el recluta  y amigo Buzz Gardner, quien le introdujo en los compositores clásicos contemporáneos como Bela Bartok, Anton Webern, Alban Berg y Arnold Schoenberg.  Preston empezó con el bajo mientras estuvo en la 98.ª banda de Ejército.
A su regreso a Detroit en 1953, Preston empezó a tocar el bajo con el pianista Tommy Flanagan. Él también asistir con Elvin Jones y otros al Wets End Cafe de la ciudad donde Yusef Lateef conducía dos veces a la semana tocadas o jam-sessions con Milt Jackson, el bajista Alvin Jackson. tras mudarse a Los Ángeles en 1957, Preston tocó con la orquesta de Hal McIntyre y visitó Canadá como músico de Nat King Cole.  Entre 1958 y 1965 Preston tocó con artistas de jazz, incluyendo Shorty Rogers, Charlie Haden, Paul Bley, Emil Richards y Paul Castor.
En 1966 Preston empezó una colaboración larga con Frank Zappa como el teclista de los The Mothers of Invention originales. Preston actuó y grabó con Zappa hasta 1974. Durante aquel tiempo fue director de música para Meredith Monk  (con quien anteriormente compartió casa) y empezó a interpretar y grabar música electrónica.
Es un cofundador de The Grandmothers y está todavía en activo con la banda, completando una extensa gira en el año 2000 y más tardías a lo largo de 2016.

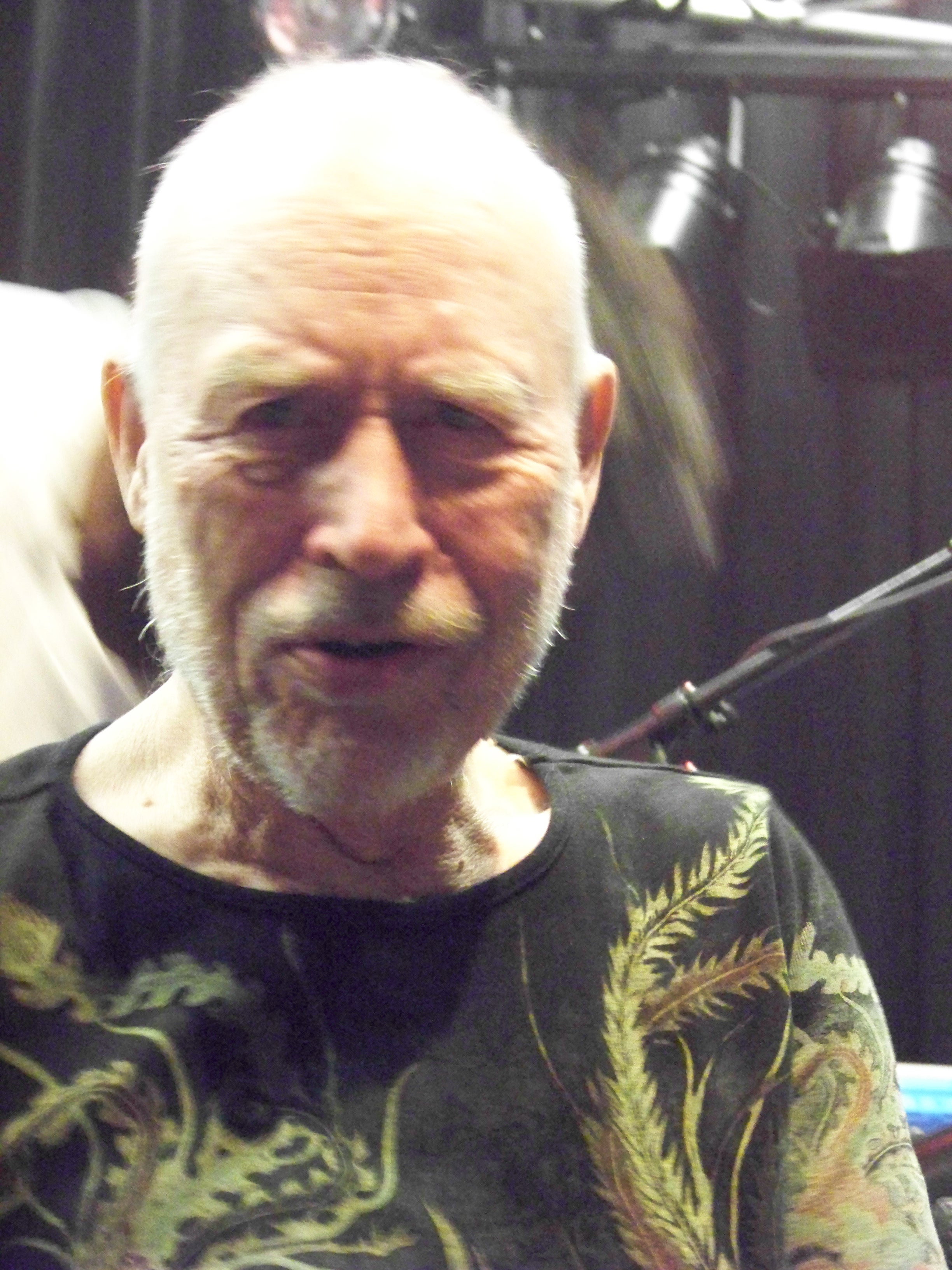
Don Preston 2009

Preston también ha aparecido como teclista invitado con The Zappa Tribute Band Project/Object (actuando con el Zappa alumni Ike Willis y Napoleón Murphy Brock) para varios espectáculos en 2001, 2002 y 2016
De su biografía con Cryptogramophone Records:
"A menudo comparado con Cecil Taylor por su estilo al atacar las llaves con pasión intensa, los solos de Preston también reflejan intelecto, habilidades técnicas y una manera personal de narrar. E sus conciertos, como en sus composiciones, oscila a través de vistas panorámicas de estados de ánimo y emociones, todo coloreado con la libertad que viene de poseer una facilidad notable.
Preston ha tocado y grabado con artistas como John Lennon, Peter Erskine y John Carter. También ha compuesto músia de más de 20 largometrajes y tocado en 14. Es el ganador de numerosos premios, y ha actuado con las orquestas filarmónicas de Los Ángeles y Londres. Conocido por los aficionados de jazz y teclados por sus contribuciones pioneras en el uso de sintetizadores y piano, el legendario clarinetista y compositor John Carter bautizó a Don Preston como el "padre de los modernos sintetizadores."
Don ha actuado con artistas como: Frank Zappa, Lou Rawls, Al Jarreau, Nat King Cole, Billy Daniels, Johnnie Ray, Vaughn Monroe, Connie Francis, Herbie Mann, Elvin Jones, Charlie Haden, Art Davis, Paul Bley, Carla Bley, Joe Beck, Shorty Rogers, Leo Sayer, Charles Lloyd, Nelson Adivinanza, J.R. Monterose, Flo & Eddie (Howard Kaylan & Mark Volman de The Turtles) Yusef Lateef, Don Ellis, Meredith Monk, Bobby Bradford, Michael Mantler, John Lennon y Yoko Ono.
Don Preston no está relacionado con el Don Preston que tocaba la guitarra principal con Joe Cocker y Leon Russell en los 70. Aun así, el anterior ha admitido recibir accidentalmente y sin saberlo, un cheque de derechos destinados a otro hace unos años.
En 2002, Don Preston unió fuerzas con los alumni de Frank Zappa, Roy Estrada y Napoleón Murphy Brock, junto con el guitarrista Ken Rosser, y el baterista/percusionista Christopher García para formar The Grande Mothers Re:Invented.
Desde entonces han actuado en numerosos festivales y conciertos a través de América, Canadá y Europa, incluyendo Austria, Bélgica, Croacia, República Checa, Dinamarca, Inglaterra, Alemania, Holanda, Italia, Noruega, y Suiza. (En 2005, el guitarrista, Miroslav Tadic reemplazó a Ken Rosser en la formación) El bajista/guitarrista Robbie "Seahag" Mangano sustituyó a Miroslav Tadic en la giras de Grande Mothers de 2009 y 2010, y Tom Fowler reemplazó a Roy Estrada.
Recientemente Preston ha dado clases en Cornell, Harvard, Yale, Sarah Laurence, Universidad de Arizona, y la Universidad de Belfast.
En 2010 Preston, junto con su compañero de toda la vida Bunk Gardner, empezó una colaboración con el guitarrista/compositor Jon Larsen y Zonic Enterteinment. Los primeros registros eran una producción audio-autobiográfica, The Don Preston Story, seguida por la música electrónica, y obra espacial contemporánea Colliding Galaxies. Preston publicó su libro propio titulado "Listen (Escuchar)". En este tiempo Preston y Bunk Gardner empezaron una gira como The Don & Bunk Show, y tienen dos giras más en su haber en la parte este de los EE. UU.. Ahora están de gira como trío con Chris García como The Grandmothers of Invention. Preston escribió la música para la película "Dancing With Were-wolves" que fue estrenada en julio de 2016.

## Discografía

### Solo
- 1992: Dom De Wilde speaks (interview)
- 1993: Vile Foamy Ectoplasm (jazz, rock, electronic)
- 1997: Hear Me Out (solo piano)
- 2001: Io Landscapes (experimental/electronic)
- 2001: Corpus Transfixum (software photo album w/music)
- 2001: Music from Blood Diner & other films (film scores)
- 2002: Transcendence (meditation music)
- 2004: Aysymetrical Construct (experimental jazz with Bobby Bradford & Elliot Levine)
- 2007: Works (compilation)
- 2007: Vile Foamy Ectoplasm (greatly expanded from 1993)
- 2009: 26 Pieces For Piano & Violin (with Harry Scorzo)
- 2010: Colliding Galaxys (Zonic Entertainment)
- 2011: Escape From 2012 (electronic music with percussionist Andrea Centazzo)
- 2012: The Don Preston Story (with Jon Larsen, interview)
- 2012: Filters, Oscillators & Envelopes 1967-1982 (archival electronic works)
- 2014: Out Of The Vault (compilation)

### Con Don Preston Trio (conJoel HamiltonyAlex Cline)
- 2001: Transformation

### Con Don Preston's  Akashic Ensemble
- 2003: Inner Realities Of Evolution
- 2005: Tetragrammaton

### Con The Don & Bunk Show (conBunk Gardner)
- 2000: Necessity Is...
- 2002: Joined At The Hip
- 2014: The Don and Bunk Show

### ConFrank Zappa/The Mothers of Invention/The Mothers
- 1967: Absolutely Free
- 1968: We're Only In It For The Money
- 1968: Cruising with Ruben & the Jets
- 1969: Mothermania
- 1969: Uncle Meat
- 1970: Burnt Weeny Sandwich
- 1970: Weasels Ripped My Flesh
- 1971: Fillmore East - June 1971
- 1972: Just Another Band From L.A.
- 1972: Waka/Jawaka
- 1972: The Grand Wazoo
- 1974: Roxy & Elsewhere
- 1985: The Old Masters Box One Mystery Disc
- 1986: The Old Masters Box Two Mystery Disc
- 1988: You Can't Do That On Stage Anymore Sampler
- 1988: You Can't Do That on Stage Anymore, Vol. 1
- 1989: You Can't Do That on Stage Anymore, Vol. 3
- 1991: You Can't Do That on Stage Anymore, Vol. 4
- 1992: You Can't Do That on Stage Anymore, Vol. 5
- 1992: You Can't Do That on Stage Anymore, Vol. 6
- 1992: Playground Psychotics
- 1993: Ahead Of Their Time
- 1996: The Lost Episodes
- 2004: QuAUDIOPHILIAc
- 1991: Beat the Boots: The Ark
- 1991: Beat the Boots: Unmitigated Audacity
- 1991: Beat the Boots: 'Tis The Season To Be Jelly
- 1992: Beat the Boots II: Electric Aunt Jemima
- 1992: Beat the Boots II: Swiss Cheese / Fire!
- 1992: Beat the Boots II: Our Man In Nirvana
- 2010: Greasy Love Songs

### ConThe Grandmothers
- 1981: The Grandmothers
- 1982: Looking Up Granny's Dress
- 1983: Fan Club Talk Lp
- 1994: Who Could Imagine
- 2001: Eating The Astoria
- 2001: 20 Year Anthology of the Grandmothers
- 2001: The Eternal Question
- 2003: A Grande Mothers Night At The Gewandhaus with Napoleon Murphy Brock and Roy Estrada

### Como invitado en álbumes de otras personas
- 1969: Trout Mask Replica - Captain Beefheart & His Magic Band
- 1969: Permanent Damage - The GTOs
- 1971: The Visit - Bob Smith
- 1971: Escalator Over The Hill - Carla Bley/Paul Haines
- 1972: Some Time in New York City - John Lennon
- 1972: The Phlorescent Leech & Eddie - Flo & Eddie
- 1972: Geronimo Black - Geronimo Black
- 1974: Satin Doll - Bobbi Humphrey
- 1979: Eskimo - The Residents
- 19??: Versions - Robby Krieger
- 19??: Robby Krieger - Robby Krieger
- 1979: Apocalypse Now - Soundtrack
- 1982: "Music from the 21st Century" - electronic music compilation
- 1985: Alien - Michael Mantler
- 1987: Dance Of The Love Ghost - John Carter
- 1987: Live - Michael Mantler/Nick Mason
- 1988: Shadows On A Wall - John Carter
- 1989: Comin' On - Bobby Bradford/John Carter Quintet
- 1988: Shadows On A Wall - John Carter/Bobby Bradford
- 1989: Ivo - John Patitucci/Peter Erskine/Airto/Ivo Perelman
- 1989: Where Flamingos Fly - Gil Evans
- 1989: Aurora - Peter Erskine/Buell Neidlinger
- 1990: Fields - John Carter
- 1992: Jefferson Airplane Loves You - Jefferson Airplane
- 1991: Ono Box - Yoko Ono
- 1993: 10 Most Wanted - Eugene Chadbourne
- 1993: Snorks And Wheezes - Ant-Bee
- 1993: The *#!%%? of Ant-Bee - Rarities vol.3 - Ant-Bee
- 1994: The Bizarre German E.P. - Ant-Bee
- 1994: With My Favorite "Vegetables" & Other Bizarre Muzik - Ant-Bee
- 1994: Locked In A Dutch Coffeeshop - Eugene Chadbourne/Jimmy Carl Black
- 1995: Who the fuck is Sandro Oliva - Sandro Oliva
- 1996: The School of Understanding - Michael Mantler
- 1997: Lunar Muzik - Ant-Bee
- 1999: God Shave The Queen - The Muffin Men
- 2003: On Time - Arthur Barrow
- 2004: Heavy Lightning - Sandro Oliva
- 2011: Beyond the holographic veil - J21
- 2011: Electronic Church Muzik - Ant-Bee
- 2013: "I'm Not An Atheist (Yet) Single" - Sixstep
- 2013: "Hear No Evil" - Sixstep

## Filmografía
- 1959: Forbidden Island
- 1969: Ogo Moto
- 1970: 200 Motels
- 1971: Wraith In The Photograph
- 1974: Sinister Flesh
- 1982: Android
- 1990: Believe in Eve